# ビーバップのおっさん
『ビーバップのおっさん』は、2022年に公開された映画。監督は旭正嗣。脚本は今井ようじ。1986年9月に公開された『ビー・バップ・ハイスクール 高校与太郎哀歌』で城東工業高校のテルを演じた白井光浩と『ビー・バップ・ハイスクール』シリーズでヒロシを演じた清水宏次朗が主演した。2016年頃より療養生活を送っていた清水宏次朗の復帰作となった。
『ビー・バップ・ハイスクール』へのオマージュ的な位置づけの作品であるが、原作と映画に着想を得たオリジナル作品である。

## ストーリー
父から継いだ町工場を畳んだテルは、妻子に出ていかれてしまう。生きがいを失くした彼が日雇いで働きながら日々をしのいでいると、昔と変わらず無邪気なヒロシと再会する。あちこちを巡る“トラブル解決屋”を営んでいるヒロシは、テルを相棒に誘うのだった。
（ぴあエンタメ情報 ビーバップのおっさん作品情報より引用）

## キャスト
- 藤本輝 - 白井光浩
- 愛徳浩 - 清水宏次朗
- おにぎり屋の店主 - 直江喜一
- 丸川会長 -  村澤寿彦
- 丸川の妻 - 杉浦幸

## スタッフ
- 監督- 旭正嗣
- 編集-小川幸一
- 製作総指揮-塩月隆史
- 製作-旭正嗣
- 脚本-今井ようじ
- 撮影-田宮健彦

## ソフト販売、配信
本作は現在、DVD販売と複数の動画配信サイトで視聴可能である。
- DVD「ビーバップのおっさん」（2023年9月6日発売：ラフター / 販売：アメイジングD.C.）[7]
- 配信「ビーバップのおっさん」

Amazon primeビデオ/AbemaTV/U-NEXT/Hulu/DMM TVなど